# Ga Bulgwang

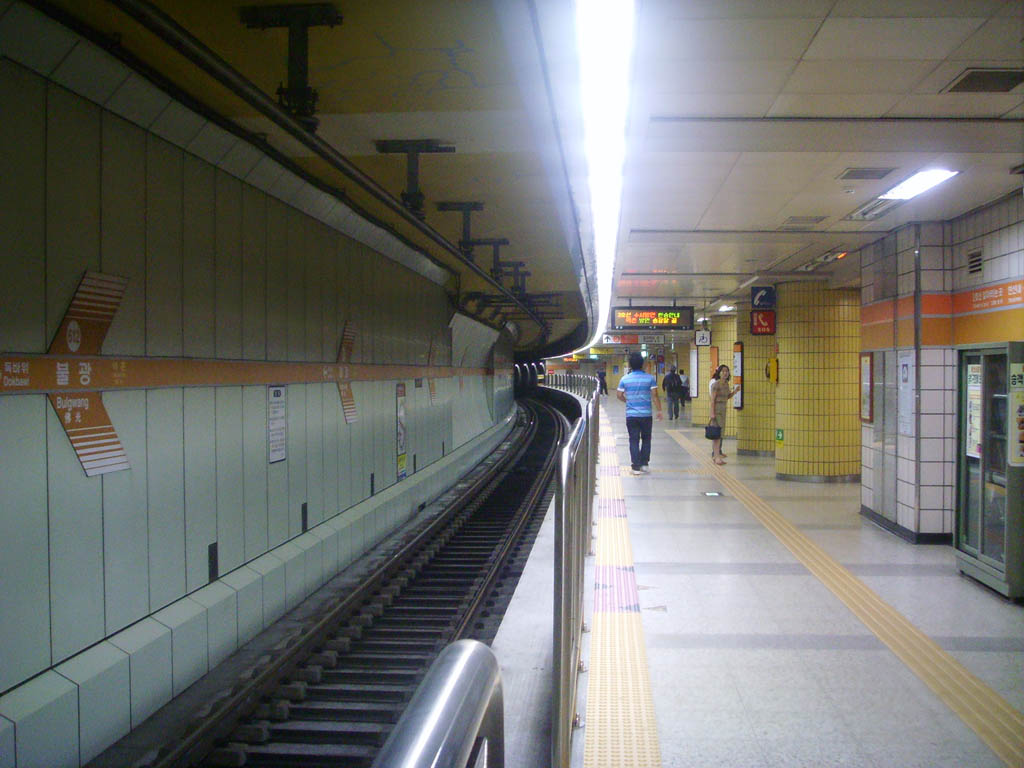
Tuyến 6

Ga Bulgwang (Tiếng Hàn: 불광역, Hanja: 佛光驛) là ga tàu điện ngầm trên Tàu điện ngầm vùng thủ đô Seoul tuyến 3 và Tàu điện ngầm Seoul tuyến 6 ở tầng hầm 723-1, Tongil-ro, Eunpyeong-gu, Seoul, Hàn Quốc (14-1 Bulgwang 1-dong). 
Ga nằm trên tuyến một chiều vòng Eungam của tuyến 6, và trước đây xe lửa từ ga tuyến 6 Bulgwang chỉ chạy theo hướng Ga Dokbawi.

## Lịch sử
- 13 tháng 9 năm 1983: Tên ga được quyết định là Ga Bulgwang[2]
- 12 tháng 7 năm 1985: Việc kinh doanh bắt đầu với việc khai trương đoạn Gupabal ~ Dongnimmun của Tàu điện ngầm Seoul tuyến 3
- 15 tháng 12 năm 2000: Trở thành ga  trung chuyển với việc khai trươngTàu điện ngầm Seoul tuyến 6.

## Bố trí ga

### Tuyến số 3 (B2F)
| Yeonsinnae ↑ |
| \| N/B       |
| ↓ Nokbeon    |

| Hướng Bắc | ●Tuyến 3 | ← Hướng đi Yeonsinnae · Gupabal · Jichuk · Daehwa      |
| Hướng Nam | ●Tuyến 3 | → Hướng đi Gyeongbokgung · Chungmuro · Yaksu · Ogeum → |

### Tuyến số 6 (B4F)
| Dokbawi ↑  |
|            |
| Yeokchon ↑ |

| Vòng tròn | ● Tuyến 6 | Hướng đi Eungam · Digital Media City · Sân vận động Word Cup · Hapjeong · Công viên Hyochang · Samgakji · Sinnae → |

## Xung quanh nhà ga
| Lối ra \| 나가는 곳 \| Exit \| 出口 | Lối ra \| 나가는 곳 \| Exit \| 出口 |
| ----------------------------------- | --- |
| 1                                   | Bulgwang 1-dong |
| 2                                   | Trung tâm cộng đồng Bulgwang 1-dong Công viên đổi mới Seoul Hướng đi đường hầm Gugi Viện chính sách phụ nữ Hàn Quốc Khu vực Nokbeon Viện hành chính công Hàn Quốc Viện công nghiệp và công nghệ môi trường Hàn Quốc                                                      |
| 3                                   | Tập đoàn Điện lực Hàn Quốc chi nhánh Seodaemun Hướng văn phòng Eunpyeong-gu Trung tâm Phát triển Nguồn nhân lực Phụ nữ Eunpyeong-gu Trung tâm Văn hóa và Nghệ thuật Eunpyeong Trường Tiểu học Nokbeon Seoul                                                              |
| 4                                   | Nokbeon-dong |
| 5                                   | Daejo-dong |
| 6                                   | Chợ Daejo |
| 7                                   | Daejo-dong Bưu điện Daejo-dong Trung tâm an toàn công cộng Daejo Tổng công ty bảo hiểm y tế quốc gia Chi nhánh Eunpyeong Trường tiểu học Seoul Dae-eun / Trường tiểu học Seoul Daejo Trường trung học nữ sinh Dongmyeong / Trường trung học quản lý cuộc sống Dongmyeong |
| 8                                   | Bulgwang 1-dong Trường tiểu học Bulgwang Seoul Dịch vụ hưu trí quốc gia Chi nhánh Eunpyeong |
| 9                                   | Trung tâm cộng đồng Bulgwang 1-dong Hyundai Hillstate APT Bulgwang Lotte Castle APT |

## Hình ảnh

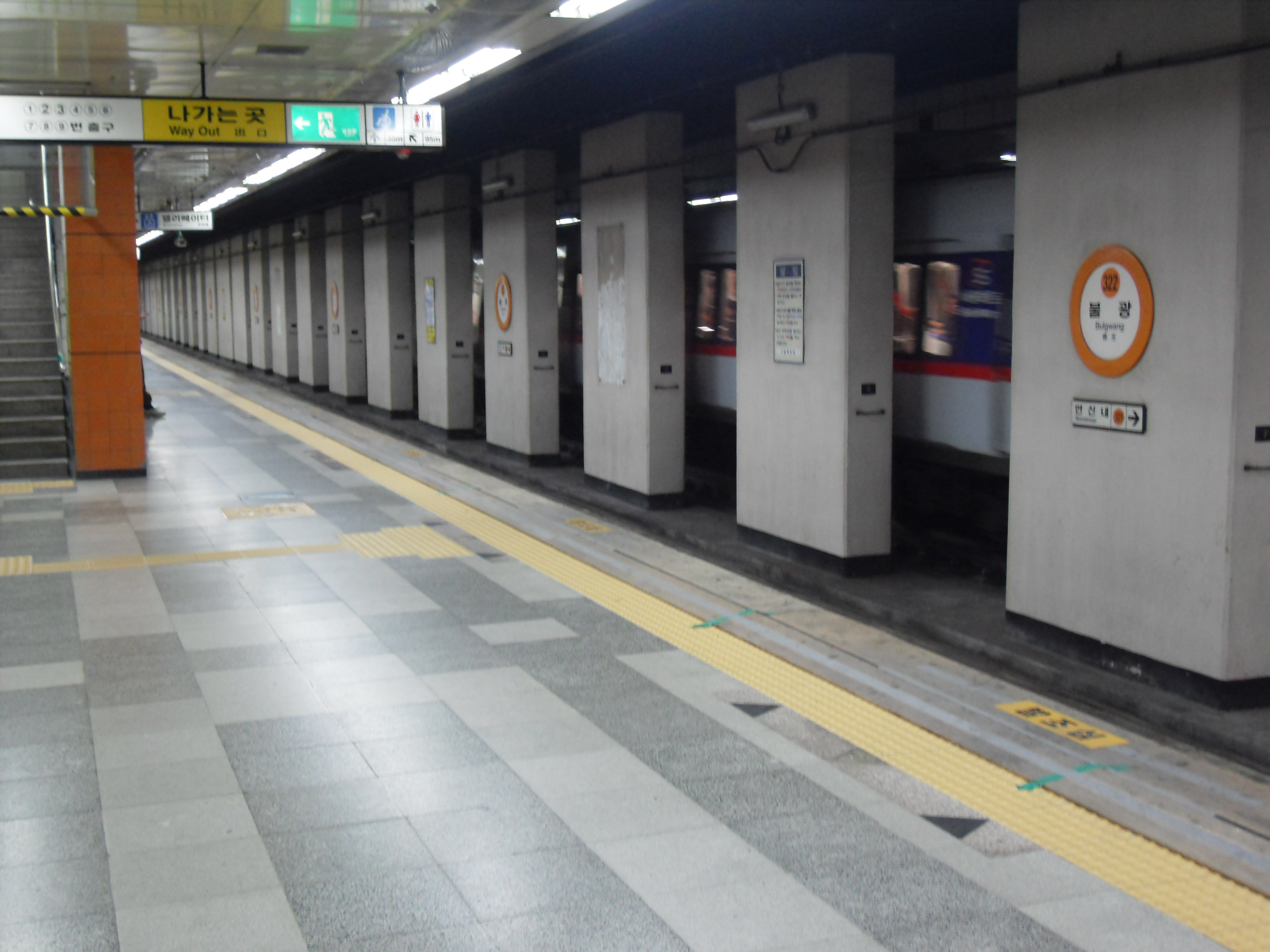
Sân ga Tuyến 3 (Trước khi lắp đặt cửa chắn)
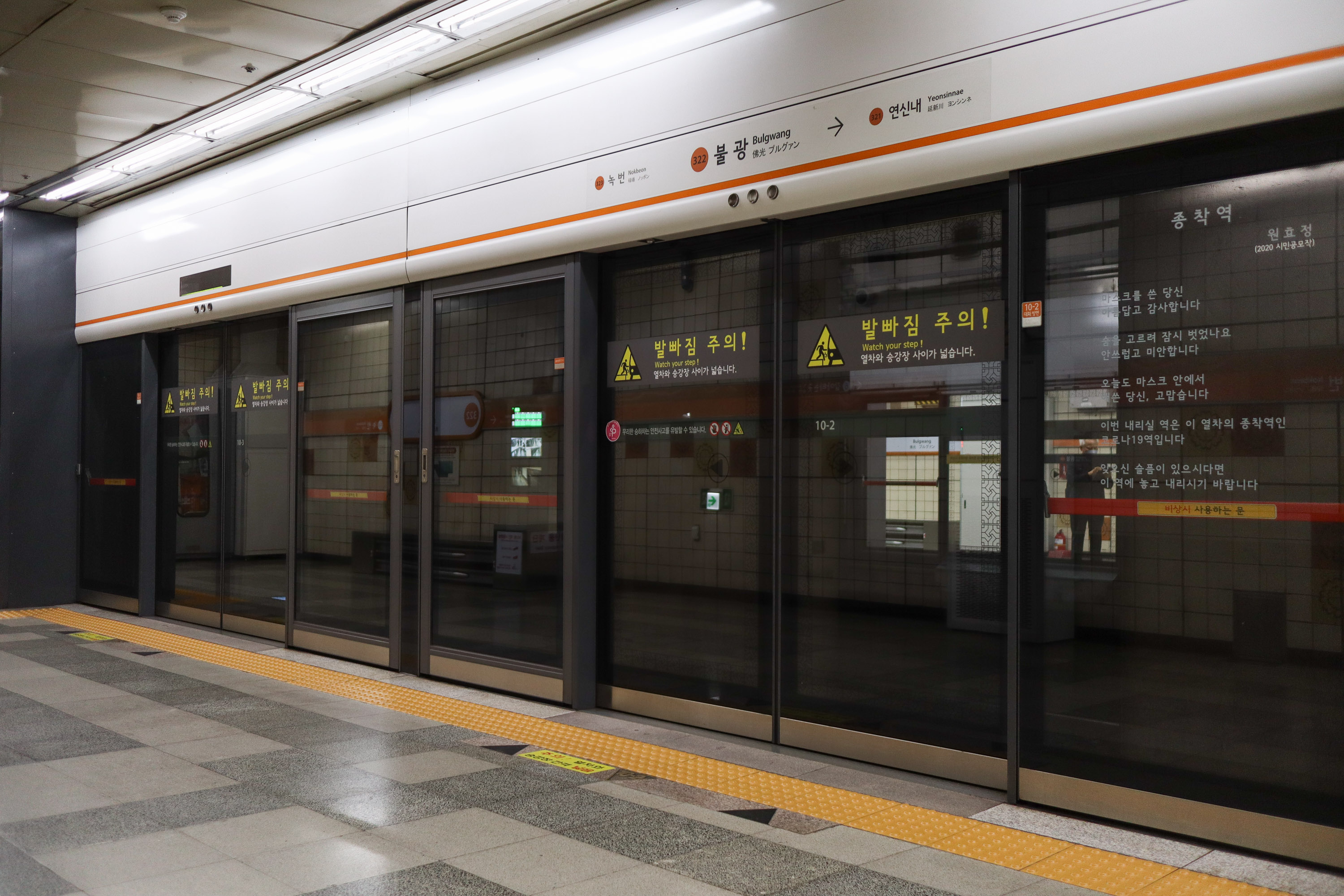
Sân ga Tuyến 3
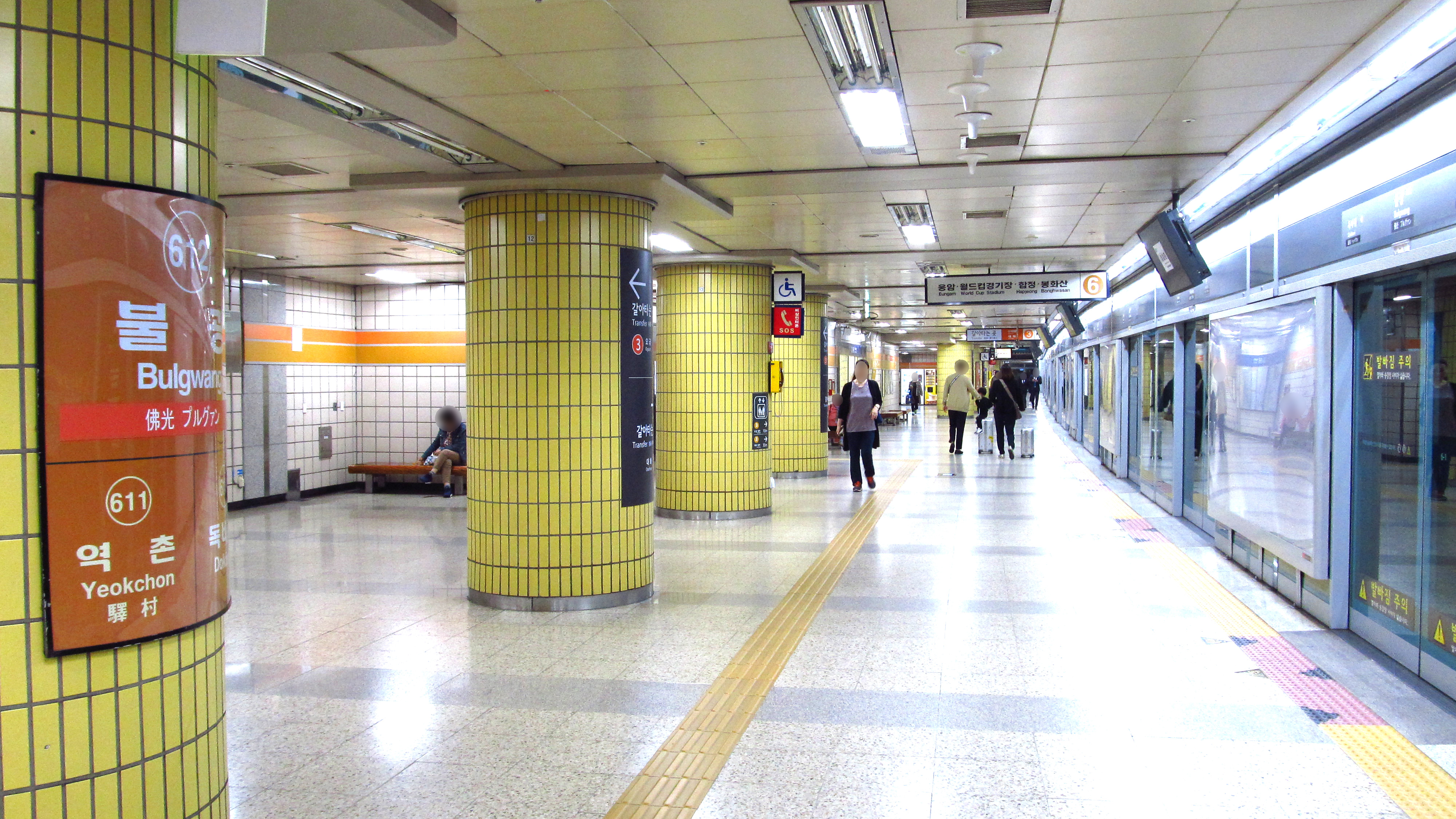
Sân ga Tuyến 6
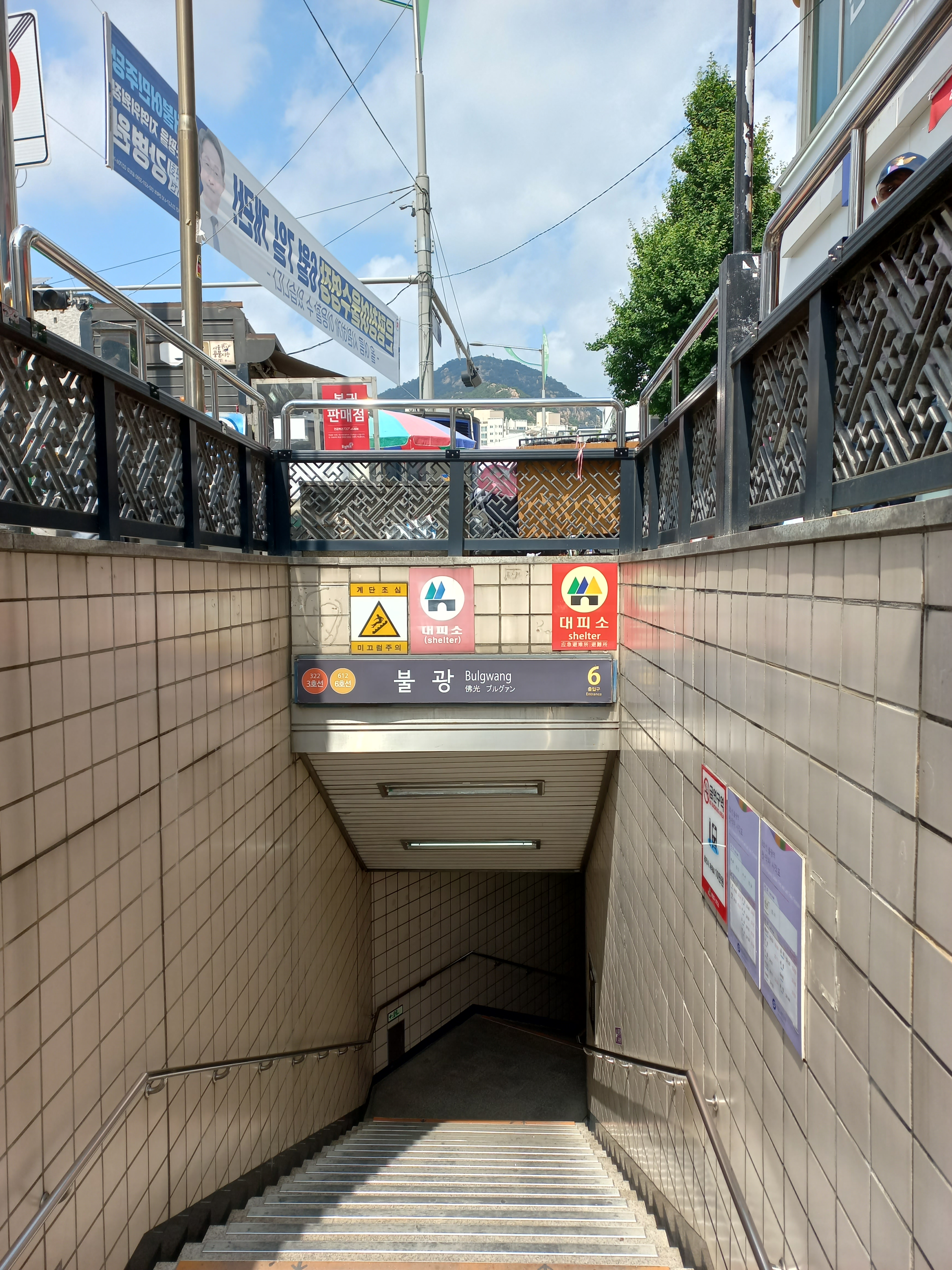
Lối vào 6
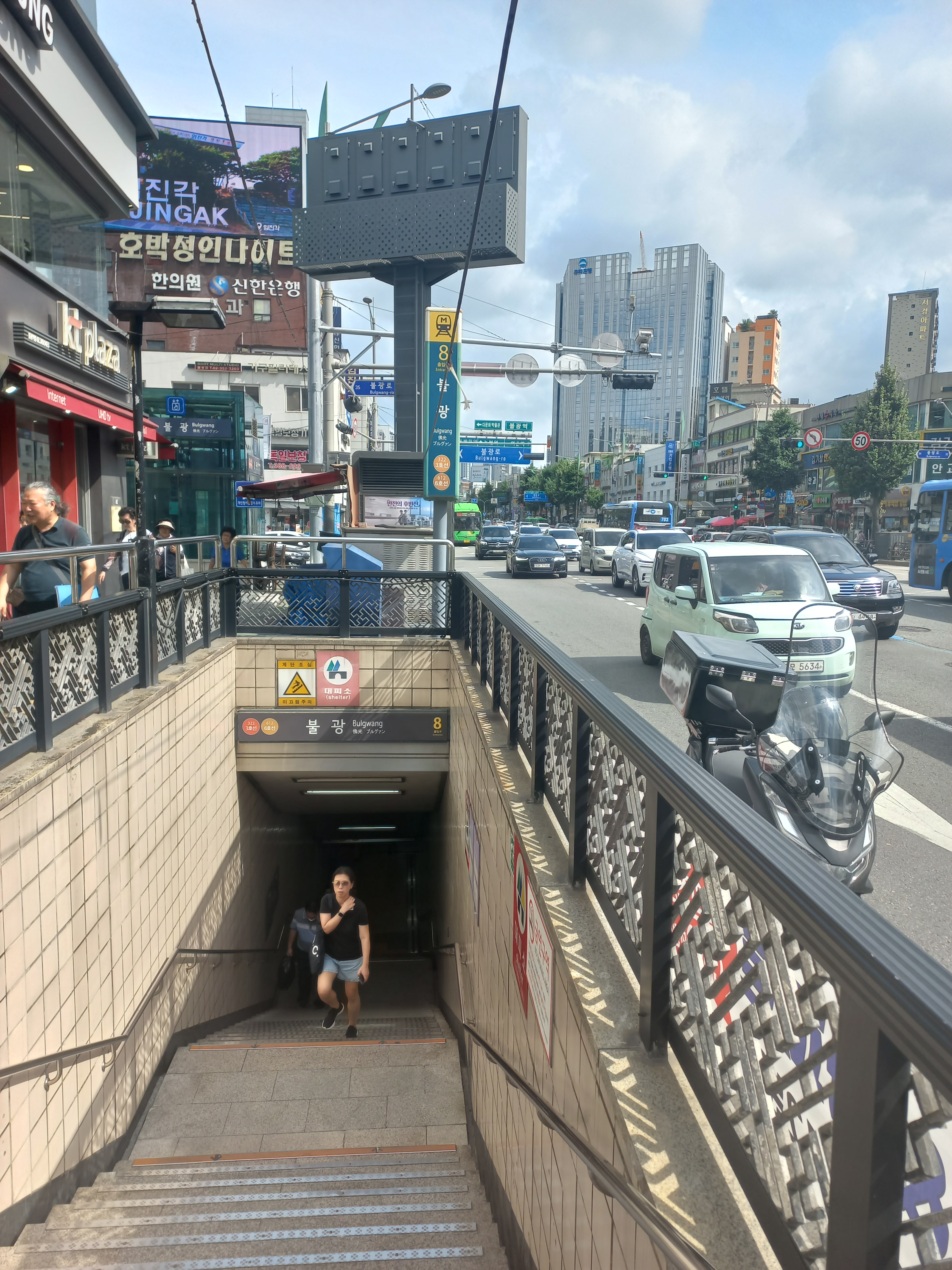
Lối vào 8
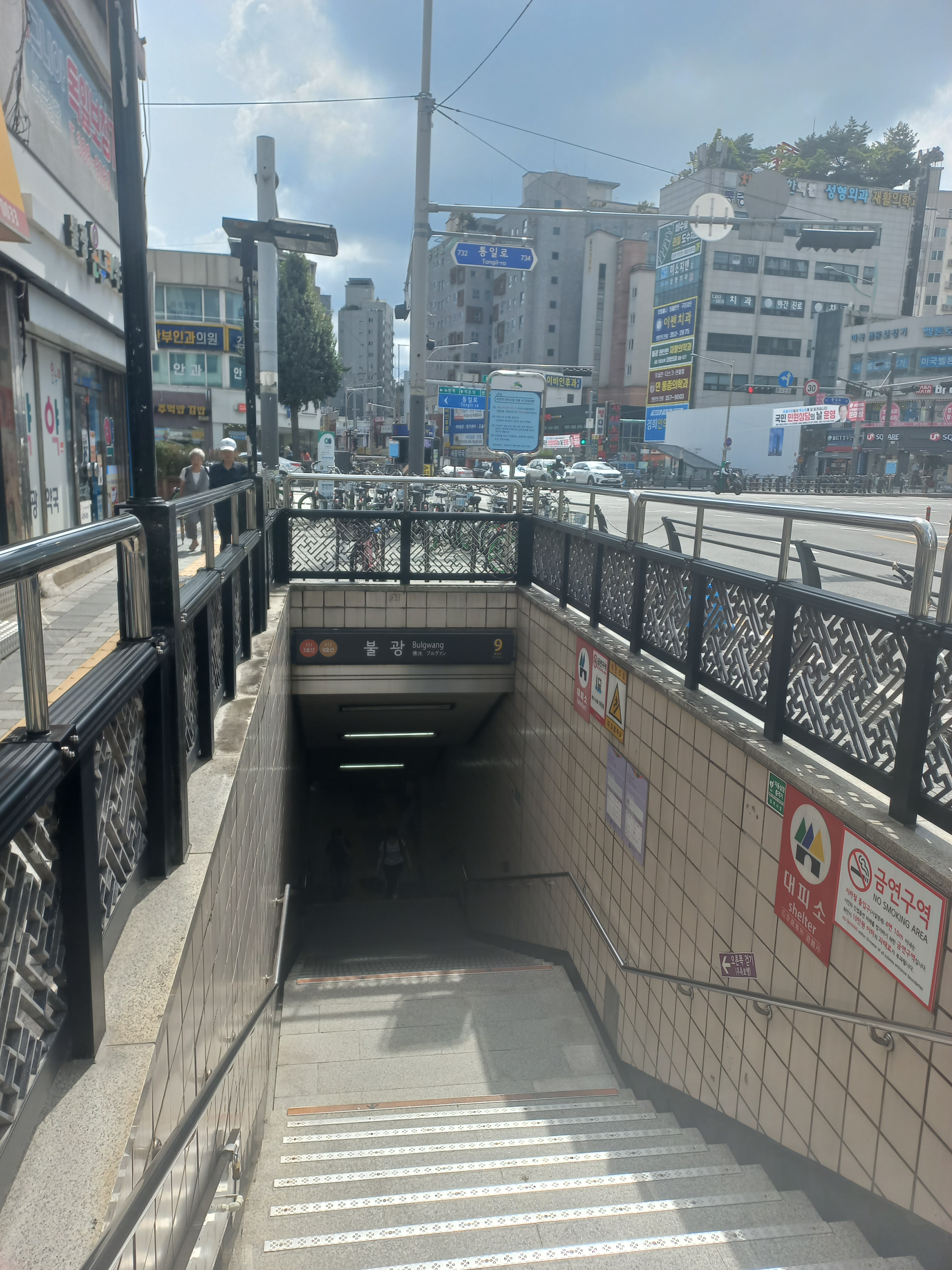
Lối vào 9